# Le Calvaire de Cimiez
Pour plus de détails, voir Fiche technique et Distribution.
Le Calvaire de Cimiez est un film français réalisé par Jacques de Baroncelli et René Dallière, sorti en 1934.

## Fiche technique
- Titre : Le Calvaire de Cimiez
- Réalisation : Jacques de Baroncelli et René Dallière
- Scénario : Marie-Ange Rivain, d'après le roman éponyme d'Henry Bordeaux de 1928.
- Décors : Robert Gys
- Musique : André Demurger et Edmond Lavagne
- Production : Cinérêve - Les Films Armorial
- Pays d'origine :  France
- Format :  Noir et blanc - 35 mm - Son mono
- Genre : Comédie dramatique
- Durée : 80 minutes
- Date de sortie : France - 11 mai 1934

## Distribution
- Marie-Ange Rivain : Béatrice
- Marie-Louise Sarky : Valentine
- François Chatenay : René
- Suzanne Bing : la gouvernante
- Lison Bernard
- Ginette Darey
- Georges Benoît